# Iglesia Apostólica Plenitud del Trono de Dios
La Iglesia Apostólica Plenitud del Trono de Dios es un iglesia evangélica neopentecostal fundada en 2006, por Agenor Duque y Ingrid Duque.

## Medios de comunicación
La Iglesia, poseen algunos medios de la programación en radio y televisión, ha adquirido gran parte de la programación de la radio Musical FM, durante la mañana. Y alquila un par de horas en los canales de televisión Mix TV, y los sábados en el canal Rede TV!.